# Luci Aureli Aviani Simmac
Luci Aureli Aviani Simmac (en llatí Lucius Aurelius Avianius Symmachus) va ser un magistrat romà, que va florir a la meitat del segle iv. Ammià Marcel·lí el descriu com un erudit ple de virtuts.
Per una inscripció, abans al Capitoli i ara al vestíbul de la Biblioteca del Vaticà, se sap que va exercir diverses magistratures (prefecte de la ciutat el 374, cònsol sufecte el 376, proprefecte del pretori, proprefecte de les províncies veïnes de Roma, prefecte de l'annona, pontífex màxim, i quindecemvir). L'any 360 va ser enviat com a ambaixador a l'emperador Constanci II que es trobava a Orient i va realitzar altres missions diplomàtiques. Per la seva influència i coneixements era convidat sovint a expressar al senat la seva opinió sobre els temes més diversos.
El senat li va decretar una estàtua daurada, que va ser dedicada el 29 d'abril de l'any 377 quan eren cònsols Gracià August i Merobaudes.
Es va casar amb una filla d'Acindí (Acyndinus) amb la que va ser el pare de Quint Aureli Simmac, orador i magistrat.